# Umberto De Martino
Umberto De Martino (ur. 16 lipca 1906 w Bolonii, zm. w październiku 1970 w Weronie) – włoski szablista, złoty medalista mistrzostw świata.
Podczas mistrzostw świata w Lizbonie w 1947 roku razem z Gastone Darè, Carlo Filogamo, Aldo Montano, Vincenzo Pintonem i Mauro Raccą wywalczył złoty medal w szabli drużynowej. Był to jego jedyny medal zdobyty w zawodach tego cyklu.
W 1944 roku pełnił obowiązki prezydenta Włoskiej Federacji Szermierki.